# Cardenete
Cardenete – gmina w Hiszpanii, w prowincji Cuenca, w Kastylii-La Mancha, o powierzchni 97,51 km². W 2011 roku gmina liczyła 572 mieszkańców.